# Kim van Keken
Kim van Keken (1977) is een Nederlandse onderzoeksjournalist. Ze schrijft over politiek en economie, maar maakt ook reportages over integratie of ouderenzorg.

## Journalist
Na haar mavodiploma was ze korte tijd jongerenwerker en ging vervolgens naar de School voor Journalistiek. 
Kim van Keken begon als journalist bij Dagblad Zaanstreek. Nadat ze bij Het Parool had gewerkt schreef ze tien jaar lang voor de Volkskrant. Daarna werkte ze als freelancer voor De Groene Amsterdammer, Quote en Follow the Money. In 2017 won ze met Eric Smit van Follow the Money de VOJN Award in de categorie Onderzoeksjournalistiek met de publicatie De zaak Henry Keizer over de 'rücksichtslose zelfverrijking' van VVD-coryfee Henry Keizer. Voor datzelfde onderwerp kregen ze in 2017 de Anne Vondelingprijs uitgereikt door oud-minister Jet Bussemaker. Ze kregen de prijs voor hun heldere journalistiek. Door Villamedia werden Smit en Van Keken uitgeroepen tot Journalist van het Jaar 2017. In 2019 verbrak Van Keken de samenwerking met Eric Smit. Voor onder andere Follow the Money schreef ze over het Europarlement en politieke misstanden aan het Binnenhof. In 2019 sloot zij zich aan bij het coöperatieve onderzoekscollectief Spit. Ook schrijft ze voor Vrij Nederland.

## Auteur
In 2012 verscheen haar boek Ons past bescheidenheid, het verhaal achter een minderheidskabinet over de regeerperiode van het minderheidskabinet-Rutte (2010-2012). Het boek is gebaseerd op haar proefschrift over hoe politici omgaan met verliezen in strijdgebieden.

## Televisie
Als redacteur werkte ze in 2015 voor televisieprogramma's als het actualiteitenprogramma Brandpunt en het praatprogramma Pauw. Later ging ze werken voor het consumentenprogramma Meldpunt van Omroep MAX.